# Kelum Manamendra-Arachchi
Kelum Manamendra-Arachchi est un herpétologiste srilankais spécialiste de l'herpétofaune d'Asie du Sud.
Il travaille pour le Wildlife Heritage Trust of Sri Lanka.

## QuelquesTaxonsdécrits
- Adenomus dasi
- Calliophis haematoetron
- Ceratophora erdeleni
- Ceratophora karu
- Cnemaspis amith
- Cnemaspis australis
- Cnemaspis clivicola
- Cnemaspis kallima
- Cnemaspis latha
- Cnemaspis menikay
- Cnemaspis monticola
- Cnemaspis nilagirica
- Cnemaspis pava
- Cnemaspis phillipsi
- Cnemaspis pulchra
- Cnemaspis punctata
- Cnemaspis silvula
- Cnemaspis upendrai
- Duttaphrynus noellerti
- Fejervarya kirtisinghei
- Philautus abundus
- Philautus alto
- Philautus asankai
- Philautus auratus
- Philautus caeruleus
- Philautus cuspis
- Philautus decoris
- Philautus extirpo
- Philautus folicola
- Philautus frankenbergi
- Philautus fulvus
- Philautus hallidayi
- Philautus hoffmanni
- Philautus hoipolloi
- Philautus limbus
- Philautus lunatus
- Philautus maia
- Philautus mittermeieri
- Philautus mooreorum
- Philautus nemus
- Philautus ocularis
- Philautus papillosus
- Philautus pardus
- Philautus poppiae
- Philautus popularis
- Philautus procax
- Philautus regius
- Philautus rus
- Philautus silus
- Philautus silvaticus
- Philautus simba
- Philautus sordidus
- Philautus steineri
- Philautus stuarti
- Philautus viridis
- Philautus zal
- Philautus zorro
- Polypedates fastigo
- Ramanella nagaoi

Manamendra-Arachchi est l’abréviation habituelle de Kelum Manamendra-Arachchi en zoologie.

Consulter la liste des abréviations d'auteur en zoologie ou la liste des taxons zoologiques assignés à cet auteur par ZooBank